# Belavezsszkaja Puscsa Nemzeti Park
A Belavezsszkaja Puscsa Nemzeti Park (Белавежская пушча, oroszul Belovezsszkaja Puscsa) nagy kiterjedésű védett terület Fehéroroszország nyugati határán, mely a hatalmas Białowieża-erdő keleti, nagyobb részét foglalja magába. Ez egyike Európa utolsó fennmaradt őserdeinek, magterülete szigorú védelem alatt áll és a lengyel területen fekvő Białowieżai Nemzeti Parkkal (Białowieski Park Narodowy) együtt a természeti világörökség részét képezi. A park közigazgatásilag a Hrodnai és a Breszti terület között oszlik meg, a Szviszlacsi, Pruzsani és Kamjanyeci járás területén fekszik. Kiterjedése mintegy 1500 km², igazgatósága Kamjanyuki faluban működik.

## Természet
A Közép- és Kelet-Európa határvidékén, a Balti- és a Fekete-tenger vízválasztójánál elterülő erdőség az egykor a Kelet-európai síkságot borító mérsékelt övi őserdők egyik utolsó maradványa, a kutatások szerint mintegy 8 ezer éve változatlan. Déli részén a Lesznaja Pravaja, északon pedig a Narew folyik keresztül rajta, nagy része mocsaras alföld.
Állatvilágát 62 emlősfaj és 200 madárfaj (például macskabagoly, fekete gólya) képviseli. Az emlősök közül az európai bölény már csak egyedül itt él Európában természetes körülmények között. A bölényeket 1929-ben telepítették újra be, számuk a 100-at 1977-ben érte el, jelenleg (2006) 312 él a parkban. Itt talált menedéket az erdei vadló is, de él itt medve, hiúz és farkas is. 

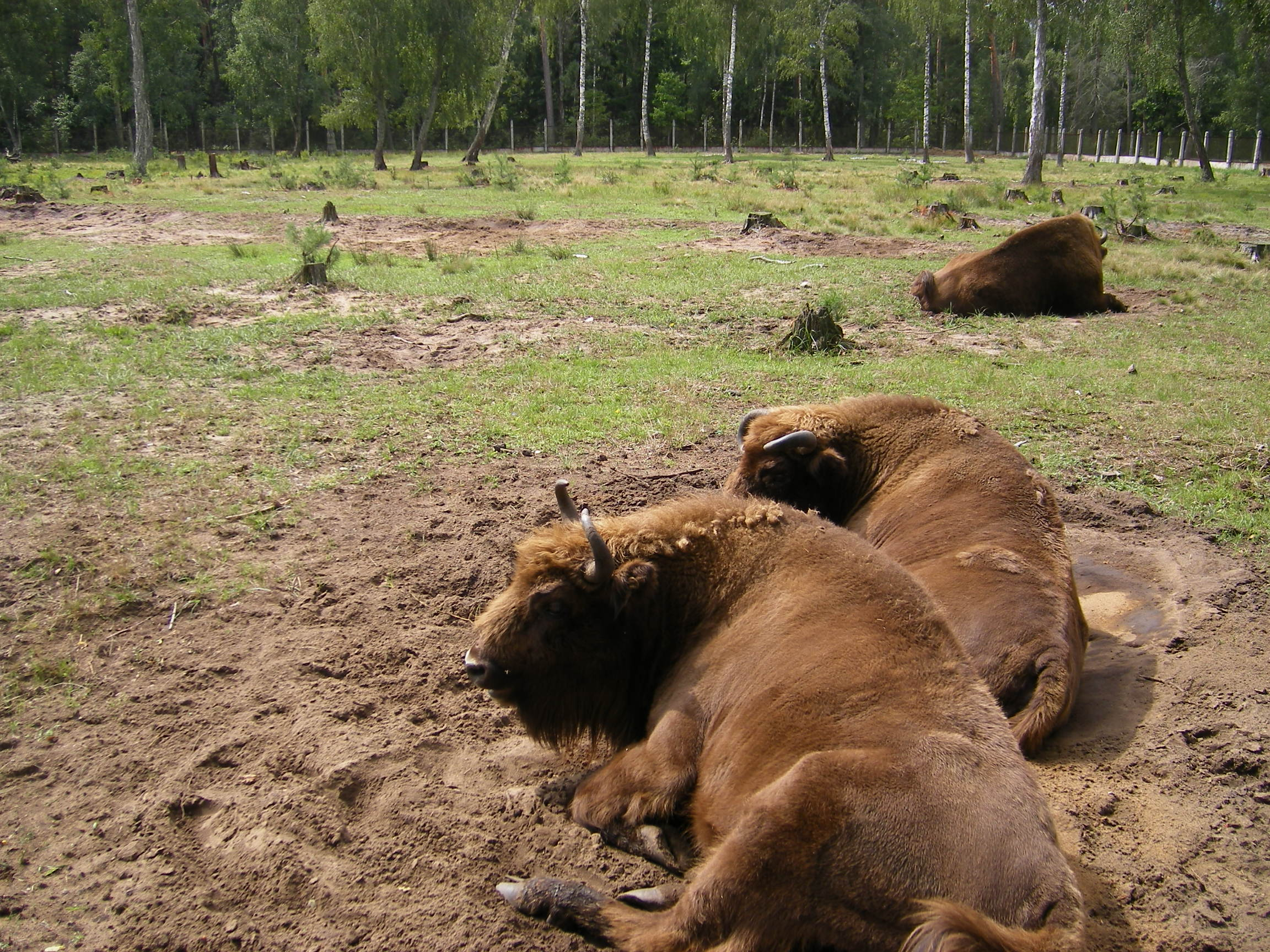
Bölények Kamjanyuki állatkertjében

## Történelme
Nevét a közeli Kamjanyec 13. században épült erődjének Fehér tornyáról (Belaja vezsa) kapta. A középkorban (a 15. századtól kezdve) az erdőség a lengyel királyok vadászterülete volt, így sikerült megőriznie eredeti arculatát. 1538-ban I. Zsigmond dekrétuma rendelkezett az orvvadászok szigorú büntetéseiről. 1557-ben az erdő védelmével chartával erősítették meg. 1639-ben IV. Ulászló dekrétuma valamennyi erdei falu parasztság felszabadította és lakóikat királyi vadászoknak nyilvánította. A vadászterület központja Białowieża  falu lett, a területet 12 őrterületre (straże) osztották. A 17. század vége felé számos új település jött létre az erdő környékén, melyeket mazówiai és podłasiei telepesek létesítettek. 

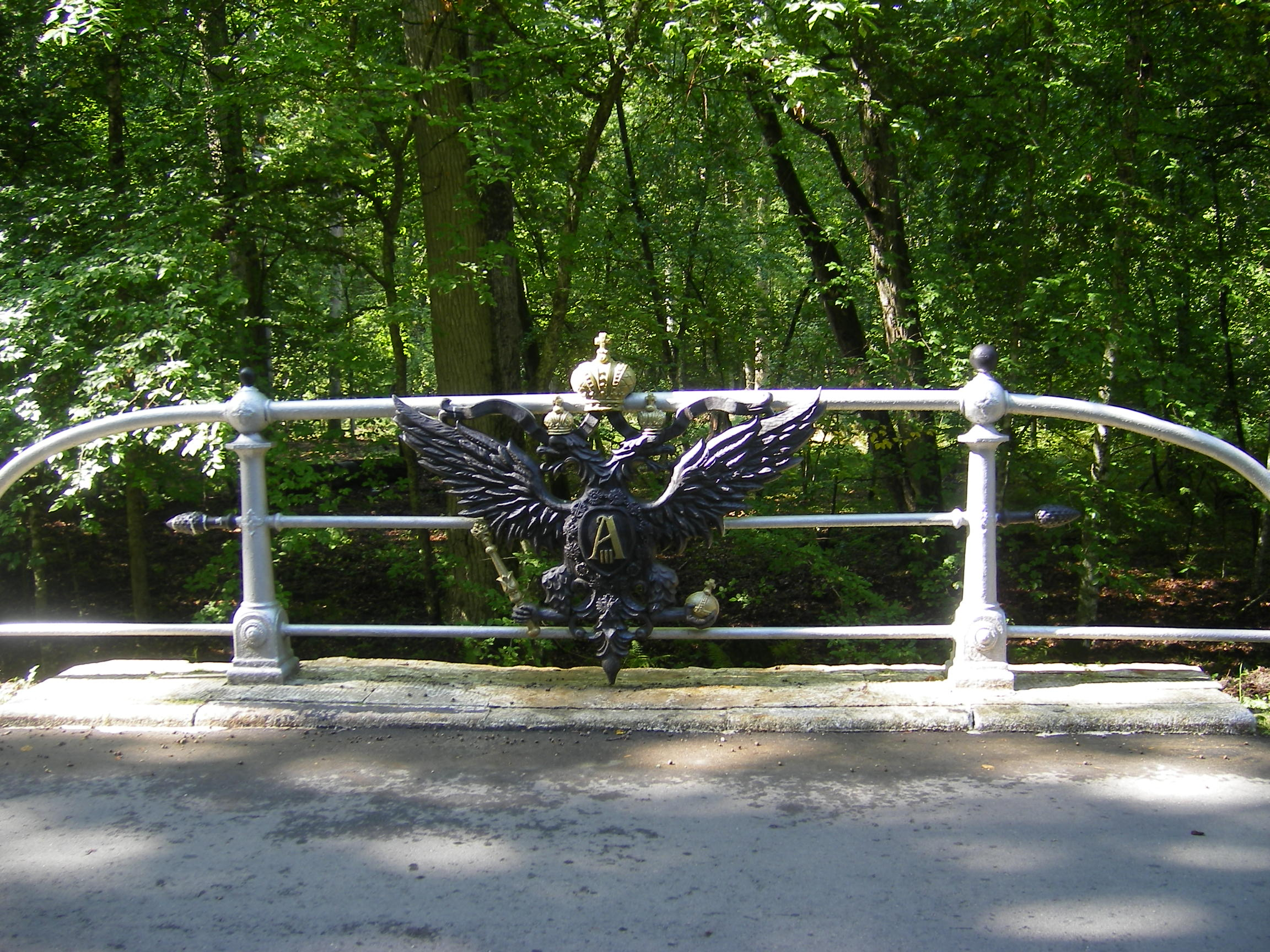
Az egykori cári vadászterületet jelző címer a P81-es út mentén

Miután 1795-ben az erdő a cári birodalomhoz került, lakói elveszítették kiváltságaikat és újra jobbágysorba süllyedtek. Az erdő a cár és más magas rangú arisztokraták vadászterülete lett. A bölények száma hamarosan vészesen csökkenni kezdett, így 1801-ben újra bevezették a vadászterület védelmét és az erdőőr intézményét is (ez utóbbi az 1830-as lengyel felkelés során szűnt meg). II. Sándor cár 1860-as látogatásával újra elrendelte a bölények védelmét, ezzel együtt hajtóvadászatokkal irtották az erdő ragadozó állatait (farkas, medve, hiúz). 1888-ban a cár kizárólagos joga lett itt a vadászat, az utolsó nagyszabású hajtóvadászatot 1912-ben tartották.
Az erdő legsúlyosabban az első világháború során károsodott. A németek 1915 augusztusában foglalták el, az erdő nyugati részén (a mai lengyel területeken) vasutakat építettek a fakitermelés fejlesztésére. Az utolsó bölényt 1919-ben ejtették el, ugyanebben az évben (februárban) a Belavezsai-erdő Lengyelországhoz került.

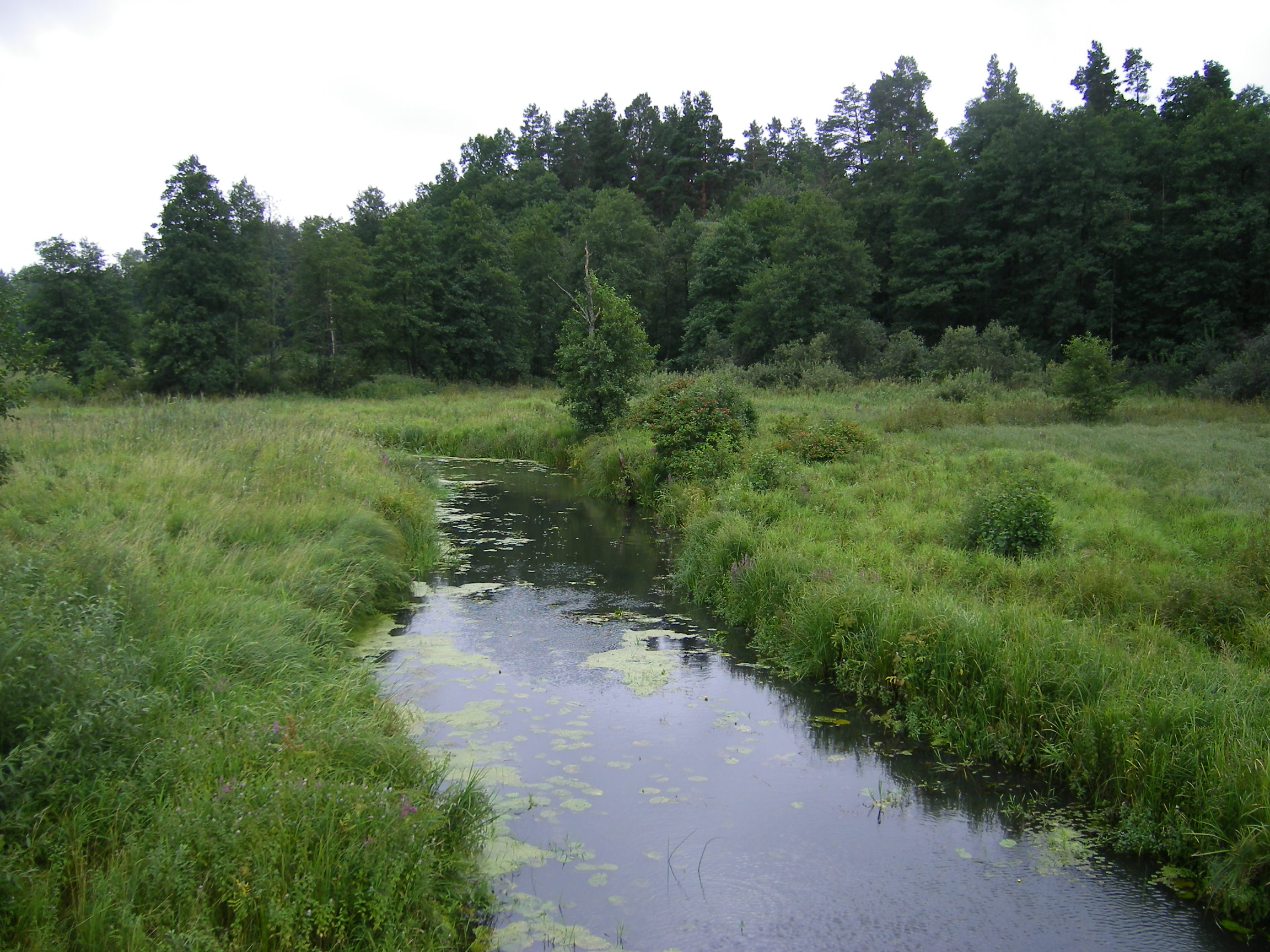
A Narew-folyó keresztülhalad az erdőségen

1921-ben a lengyel állam védetté nyilvánította az erdőt, 1929-ben állatkerti bölényeket telepítettek le, ezzel újra meghonosítva a fajt. Védelmükre 1932-ben nemzeti parkká nyilvánították az erdőt. 1939-ben a Szovjetunióhoz került az erdő, a lengyel államhoz lojális lakóit kitelepítették, orosz erdőmunkásokkal cserélték fel. 1941 júniusában a németek foglalták el, Hermann Göring a világ legnagyobb vadászterületét akarta itt kialakítani. Az erdőben egyaránt harcoltak szovjet és lengyel partizánok a megszállók ellen. A szovjet csapatok 1944 júliusában foglalták vissza, a harcok során a korábbi cári vadászkastélyok elpusztultak. A háború után kialakított új határokkal az erdőt kettévágták, nagyobb keleti fele véglegesen a BSZSZK része lett.

Az erdő Szovjetunióhoz tartozó részének védelméről 1944-ben és 1957-ben is dekrétumok rendelkeztek. A határövezetet lezárták a külföldi turisták elől, több laktanyát és műszaki határzárat létesítettek. 1991-ben az erdőt nemzeti parkká nyilvánították. 1992-ben a fehérorosz és lengyel rész egyszerre vált az UNESCO természeti világörökségének részévé, mint bioszféra-rezervátum. 1991. december 8-án Borisz Jelcin, Leonyid Kravcsuk és Sztanyiszlav Suskevics a viszkuli kormányüdülőben írták alá a Szovjetunió felbontásának dokumentumait. 

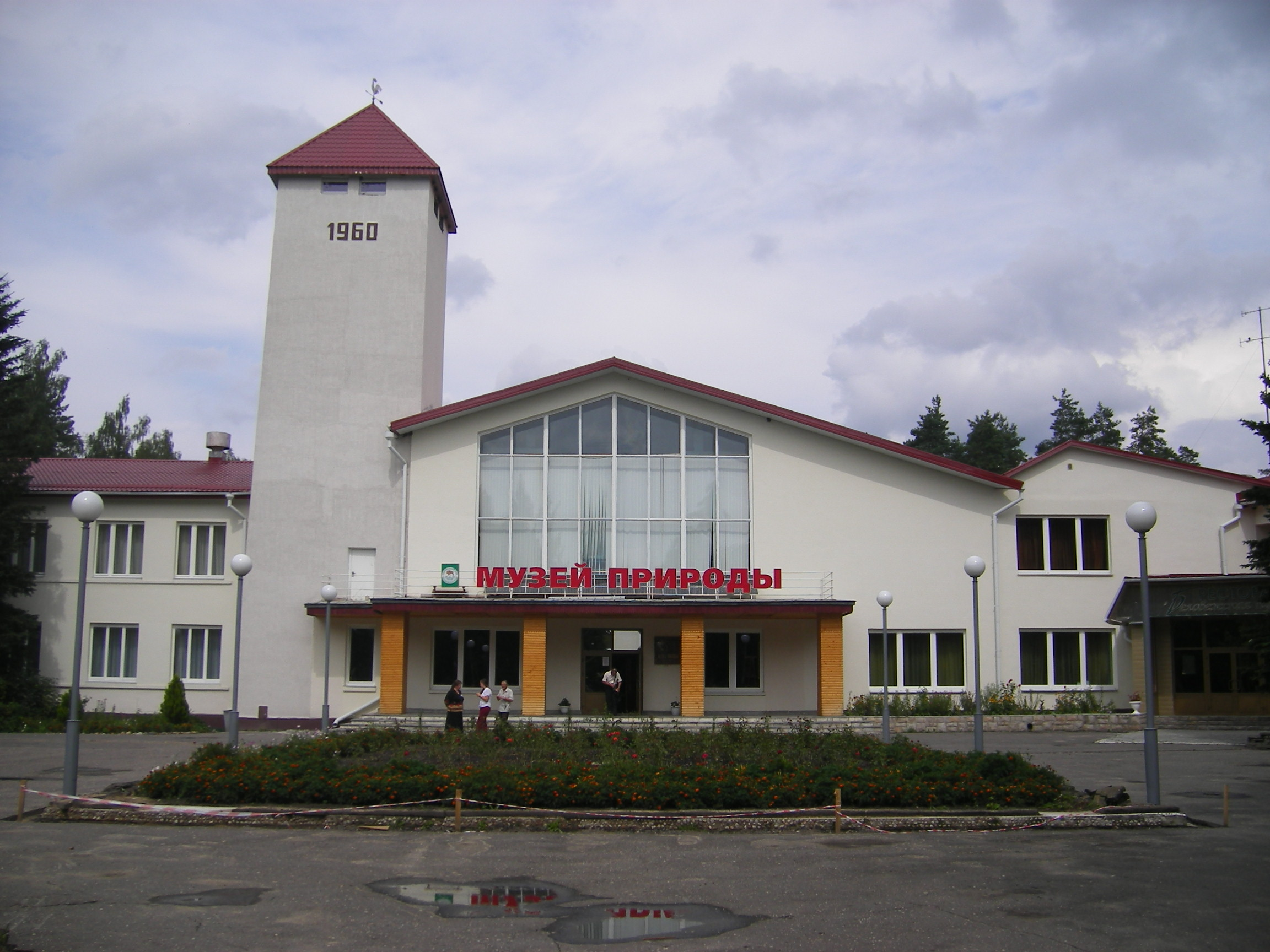
Az erdei múzeum épülete Kamjanyukiban

## Idegenforgalom
A Nemzeti Park területének 19%-a (300 km²) tartozik a szigorúan védett magterülethez, amely a lengyel határral párhuzamosan húzódik 3–4 km szélességben, valamint a Narewtól északra egy széles sávban folytatódik. Itt találhatóak a park igazi faóriásai (400-600 éves bükkfák, 200-300 éves jegenye- és borókafenyők), egész erdőrészek állnak ezekből a famatuzsálemekből. Ennek a zónának a középső része került fel a Világörökség természeti listájára. A park területének 34,7%-a a magterületet határoló pufferzóna, míg 41,6%-án (elsősorban a déli és az északkeleti részen) folyik erdőgazdálkodás. Az erdőséget átszeli kelet-nyugati irányban a Pruzsaniból a lengyel határon levő határőrlaktanyába vezető P81-es út, amelyet még a cári időkben építettek. A parkot észak-déli irányban átszeli a Cihavolja (Tyihovolja) faluból Kamjanyukiba vezető keskeny, a lengyel határral párhuzamosan futó határőrút, amelyről Hvojnyiki településnél (melyet szintén határőrök laknak) egy másik laktanya felé ágazik le bekötőút. 

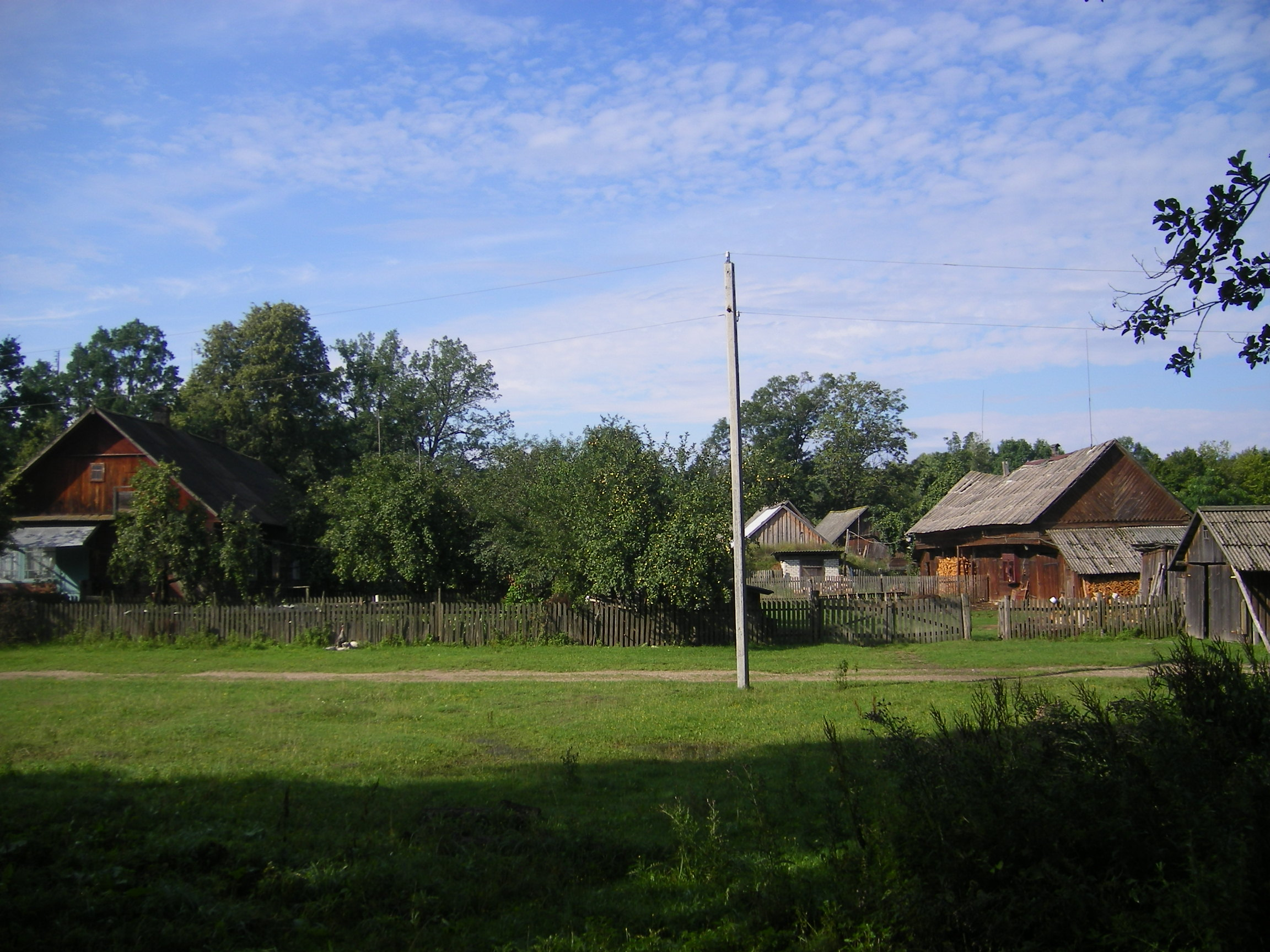
Az erdei falvak egyike, Hvojnyiki

A park idegenforgalmának lehetőségeit behatárolja, hogy a volt Szovjetunió határzónájában fekszik, melybe a belépés napjainkban (2006) is engedélyköteles. A hatóságok az idegenforgalmat a park mindössze 4%-át alkotó rekreációs célú területre igyekeznek korlátozni. A fő turistacélpont a park déli részén, a Lesznaja Pravaja folyó mentén levő Kamjanyuki (Kamenyuki) faluban 1960-ban kialakított erdei múzeum (muzej prirodi), melynek kétemeletes épülete mellett szálloda és a park állatvilágát bemutató állatkert is található. A látogatók a víztározó közelében (Zubrovij pitomnyik) a természetes környezetükben ismerkedhetnek a bölényekkel. A Viszkuli-szanatórium az erdő szívében fekvő kormányüdülő, melyet korlátozott mértékben turisták is látogathatnak.
A terület idegenforgalmát fellendítheti, hogy a fehérorosz kormány 2011-ben a Schengeni Övezet - köztük Magyarország - állampolgárai számára 2011-ben feloldotta a vízumkötelességet négy napig, vagy annál rövidebb időtartamig tartó látogatásra a nemzeti parkba való belépéshez, amennyiben a látogató a meghatározott lengyel-fehérorosz határátkelőn lép be.